# Gefjon
Gefjon eller Gefjun ("den givande") var en gudinna i nordisk mytologi. Det finns inget som tyder på att hon tillhört vanerna, mer än möjligen dikten Lokes smädelser, där han beskyller henne för lösaktighet.Hon omnämns i skalden Brages dikt Ragnarsdrapa från 800-talet: "Gefjon drog från Gylfe/glad över guldet/så att slagdammet rök/Danmarks förökning. Oxarna bar åtta ögon/där de strävade/med fyra huvuden/framför den vida frodiga ön."
På 1200-talet återberättar Snorre Sturlason historien så här: "Sedan drog han (Oden) norrut till havet och tog sig boplats på en ö. Där heter det nu Odensö på Fyn. Därefter sände han Gefjon över sundet för att söka land."  Samma författare återger episoden på ett annat sätt i delen "Hur Gylfe blev lurad" i Snorres Edda: "Kung Gylfe rådde över länderna som nu kallas Svitjod. Om honom berättas att han gav en kringfarande kvinna ett plogland som tack för glädjen hon skänkt honom. Det skulle vara så stort som fyra oxar kunde plöja upp på en dag och en natt. Men kvinnan var av asarnas ätt. Hon hette Gefjon. Hon hämtade fyra oxar från Jotunheimen i norr, de var söner till henne och en jätte, och satte dem för en plog. Och plogen tog så kraftigt och djupt att landet skars loss, och oxarna drog det landet västerut i havet och stannade i ett sund. Där satte Gefjon landet och gav det namnet Själland." Det berättas också att Oden gav sin son Skjold till Gefjon som tack. De bosatte sig i Lejre och bildade Danmarks första kungadynasti, enligt sagan. 
Berättelsen om Gefjons plöjning uppvisar släktskap med den keltiska sagosamlingen Mabinogion. Hjälten Gofannon äger de övernaturliga oxarna från Gwlwlydd. Dessa är människor som förvandlats till dragdjur av Gud, som straff för sina synder.  
Gefjon uppfattas som en fruktbarhetsgudinna men också som en beskyddare. Samtidigt beskrivs hon som en jungfru, som i sitt hem mottar alla som dött som jungfrur. Det kan tyckas vara motsägelsefullt, men är inte särskilt ovanligt i religionshistorien. I "Den korta berättelsen om Völse" förekommer en rit där en hästfallos skickas runt bordet hos en bondfamilj. Den unga bonddottern vill inte delta i den obscena riten, utan anropar Gefjon: "Det svär jag vid Gefjon/och de andra gudarna/att jag nödgad tar/i den röda lemmen." Berättelsens källvärde är dock osäkert.
Gefjon anses ha givit namn åt Gevnö (från början Geffnøwe) på Själland i Danmark.